# 化学和摄像综合设施

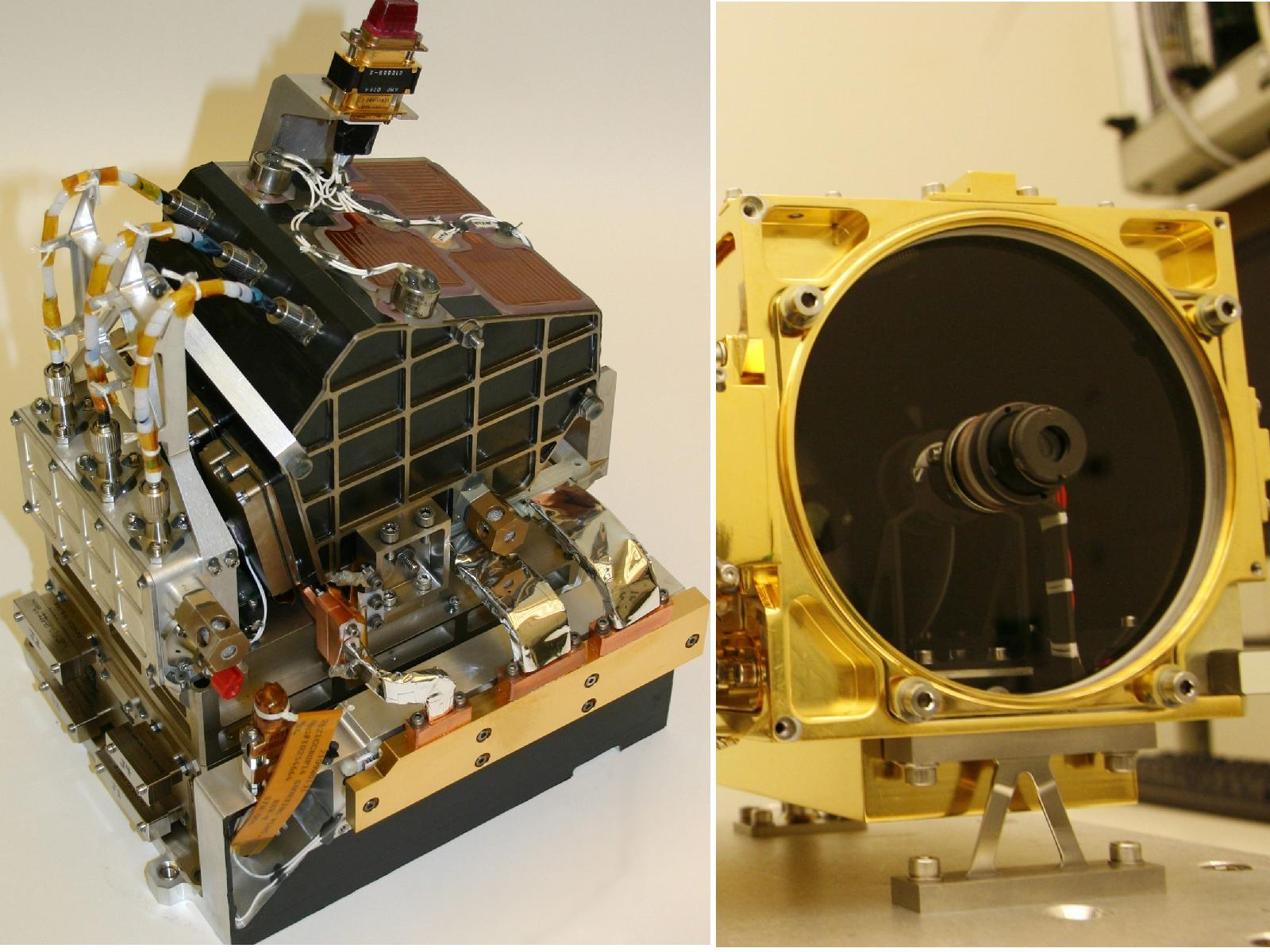
分别安装于车身内的光谱仪（左）和桅杆上的激光望远镜（右）

化学和摄像综合设施 (Chemistry and Camera complex) 是为火星上的“好奇号”漫游车设计的一套遥感仪器，简称化学相机(ChemCam)。顾名思义，它实际上是将两种不同的仪器合二为一：一台激光诱导击穿光谱仪（LIBS）和一台远程显微成像仪（RMI）望远镜。激光诱导击穿光谱仪提供岩石和土壤的元素组成，而远程显微成像仪将为化学相机科学家提供激光诱导击穿光谱仪目标采样区的高分辨率图像。激光诱导击穿光谱仪可在最远 7 米 (23 英尺) 以外的地方瞄准岩石或土壤样品，用1067纳米红外激光产生的约 30 次 5 纳秒脉冲，蒸发少量岩石或土壤样品，然后观察蒸发岩石发出的光谱。

## 概述
化学相机能够记录多达 6144 种不同波长的紫外线、可见光和红外线，可对240至800纳米范围内的可见光、近紫外线和近红外线等发光等离子体球进行检测。“好奇号”在火星上用化学相机所执行的第一次初始激光测试，为2012年8月19日，对布雷德伯里着陆场附近的一块称作“加冕岩”上进行的。
使用相同的光学采集元件，远程显微成像仪可提供激光诱导击穿光谱分析点的背景图像。它能在10米（33英尺）远处解析1毫米（0.039 英寸）的物体，并在这一距离具有覆盖20厘米的视野，远程显微成像仪还被用于拍摄遥远处的地质特征和景观图像。
化学相机设备套件由洛斯阿拉莫斯国家实验室和法国辐射空间研究中心（CESR）实验室开发，桅杆单元的飞行模块由法国国家太空研究中心（CNES）交付给洛斯阿拉莫斯国家实验室。

## 仪器设备

### 激光诱导击穿光谱仪

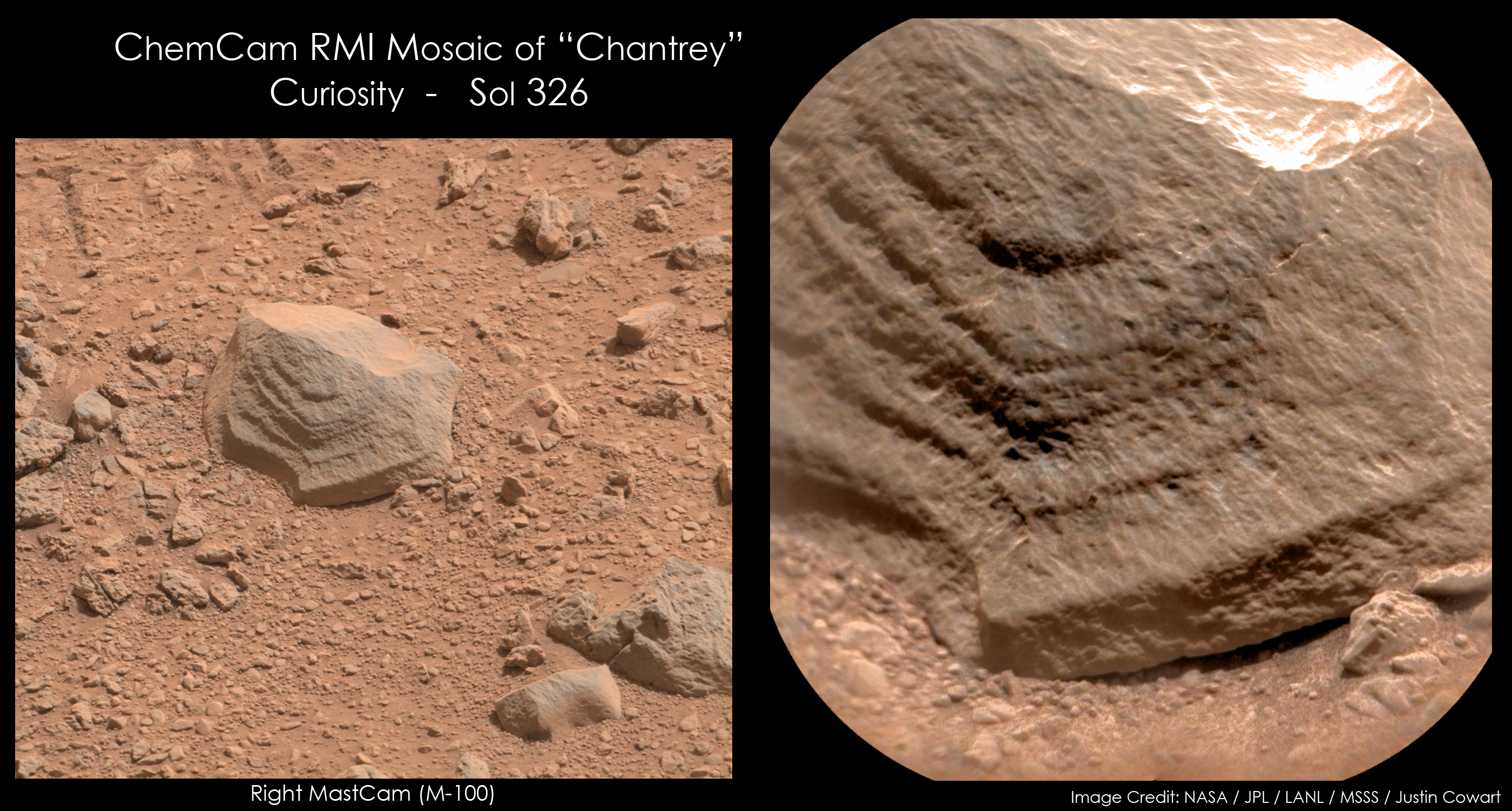
“钱特里”岩的五帧远程显微成像仪拼接图（左侧），使用右侧桅杆相机（M-100）图像着色。图片来源：美国宇航局/喷气推进实验室/洛斯阿拉莫斯国家实验室/马林空间科学系统/贾斯汀·考尔特

化学相机标志着首次将使用激光诱导击穿光谱 (LIBS) 作为行星探测任务的一部分。激光器被安装在好奇号漫游车的桅杆上，并由同样部署于桅杆上的望远镜聚焦，而光谱仪则被安放在漫游车机身内。通常情况下，激光对一个点发射30次，每次发射时从汽化岩石中收集光谱读数，并对选定目标上的多个点进行采样。对于基岩观测，一个点的前5次击发读数将被丢弃，因为它们被认为受到火星尘埃污染，接下来的击发读数则被综合平均以计算样本的化学成分。对于所有预定的目标，一般会设置9或10个分析点，但情况并非总是如此，有些目标可能只有4个点，而有些又会有20个点。

### 远程显微成像仪
远程显微成像仪主要用于捕获化学相机目标的高分辨率黑白图像，用于背景和文档记录。一般在激光发射之前和之后都会拍摄所关注目标的图像。通常，激光会产生“击穿坑”，可以显微成像仪中看到这些凹坑，以显示激光在特定目标上的具体采样位置。远程显微成像仪的分辨率高于黑白导航摄像机（navcam）和彩色桅杆摄像机（mastcam）。

#### 远距离成像
远程显微成像仪主要用于获取化学相机采样目标的特写图像，但也可用于拍摄远处岩石露头和景观的高分辨率图像，它的空间分辨率高于桅杆摄像机 M100 相机，后者是一种彩色相机，也能够对附近的物体或远处的地质特征成像 。远程显微成像仪已被探测任务用于侦察即将到达的地形，以及成像遥远的特征，如盖尔撞击坑的边缘。

## 科学贡献
化学相机与好奇号漫游车上的其他仪器结合使用，在了解火星岩石和土壤的化学成分方面取得了进展。激光诱导击穿光谱仪可检测和量化目标基岩中的主要氧化物：二氧化硅(SiO2)、氧化铝(Al2O3)、氧化亚铁(FeOT)、氧化镁(MgO)、二氧化钛(TiO2)、氧化钙(CaO)、氧化钠(Na2O)和氧化钾(K2O)。根据轨道飞行器分析确定的可区分地质单元，已由化学相机和其他仪器测定的平均基岩成分得到证实。
化学相机还对火星土壤化学进行了量化，它在盖尔撞击坑发现了两种不同的土壤类型：一种更能代表火星全球土壤或灰尘的细粒铁镁质材料和一种源自盖尔撞击坑当地基岩的粗粒长英质材料。化学相机能够测量微量元素或元素痕迹，如锂、锰、锶和铷。它在裂缝填塞物中检测到氧化锰的含量高达25%（重量），表明火星上曾经拥有一个更富氧的环境。

## 图集

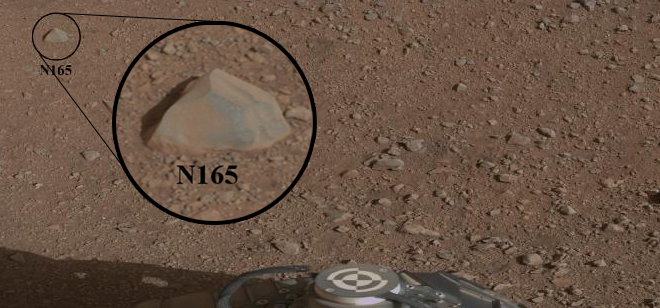
“加冕岩”，2012年8月19日“好奇号”漫游车化学相机激光分析仪的首个目标。
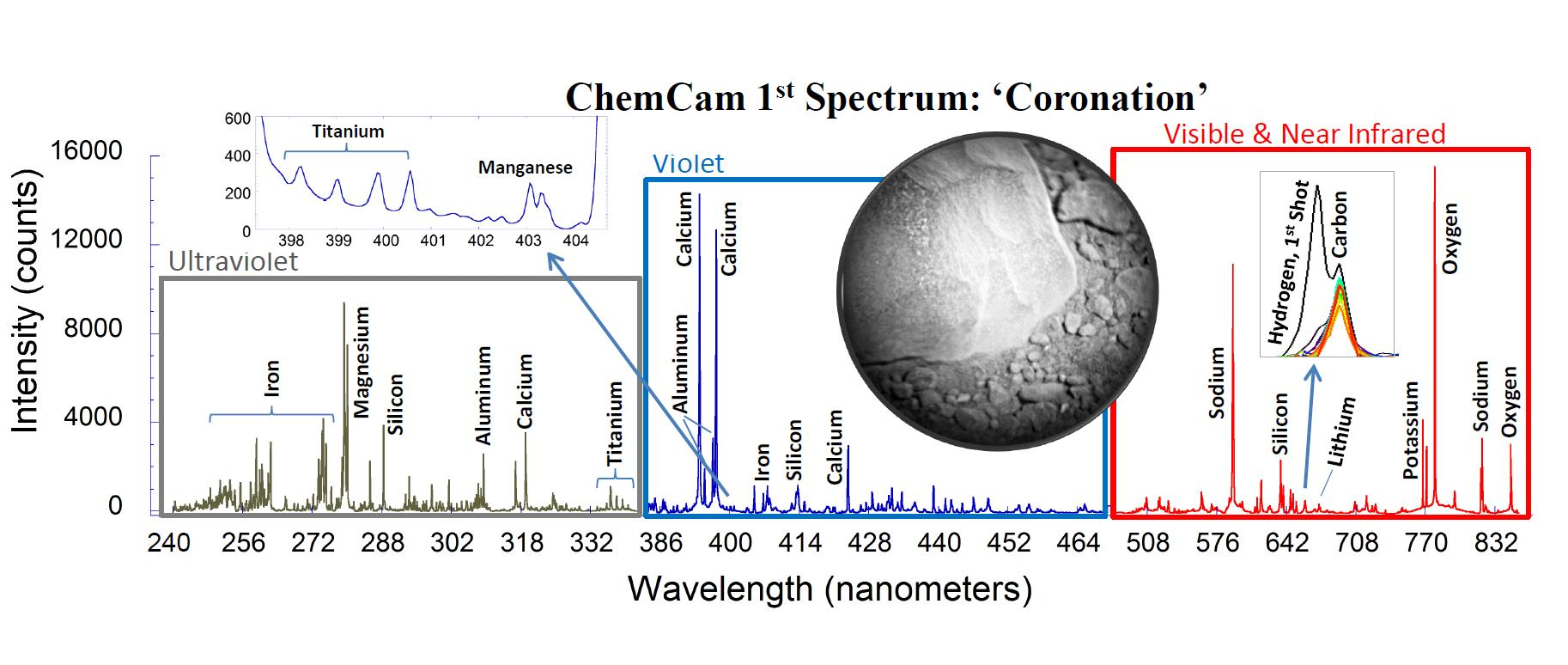
2012年8月19日，首份来自“好奇号”（“加冕岩”化学相机的化学元素激光光谱）。
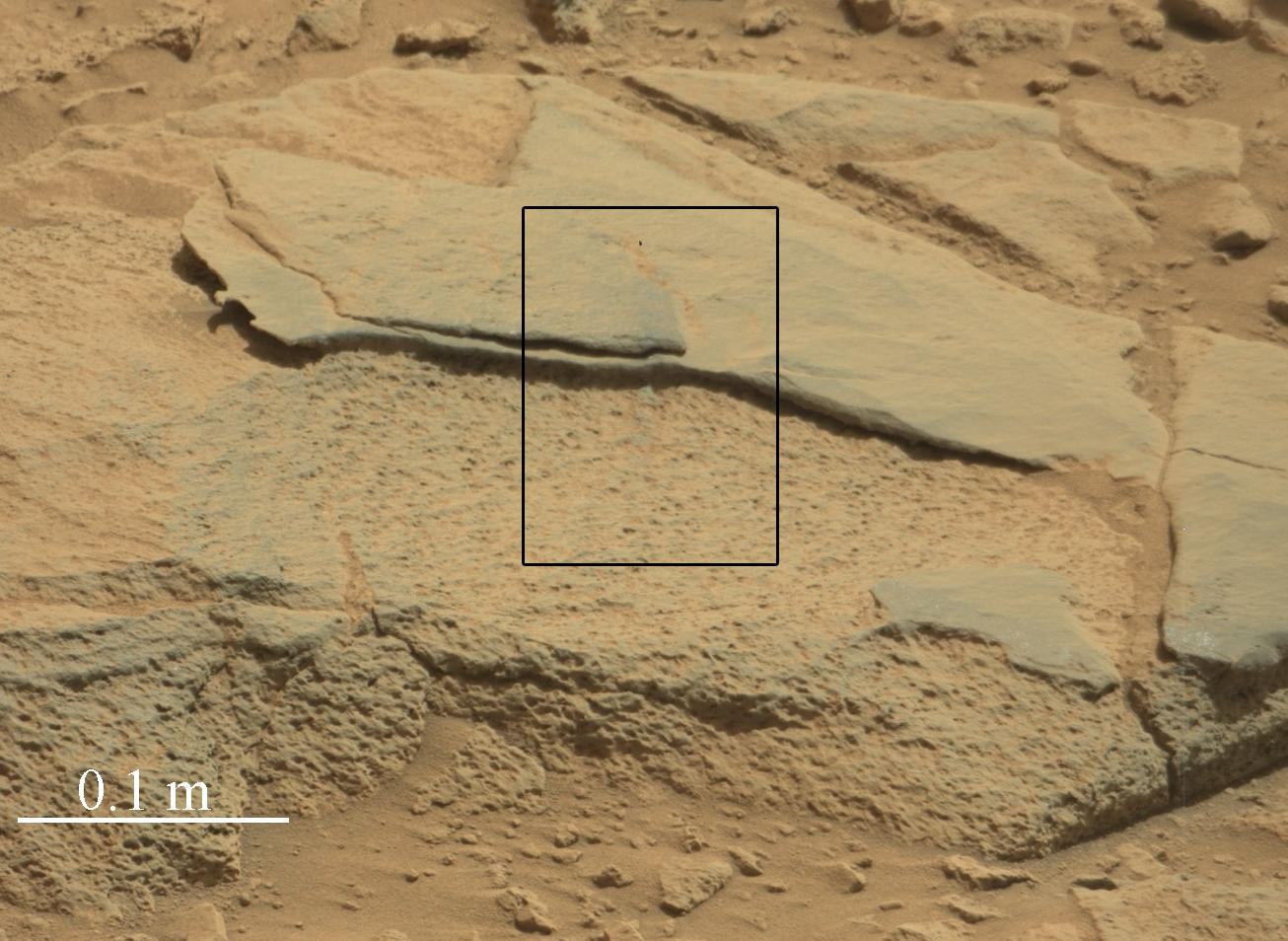
2013年10月30日，“好奇号”化学相机激光分析仪的目标(特写 （页面存档备份，存于）-火星“伊萨卡”岩石。
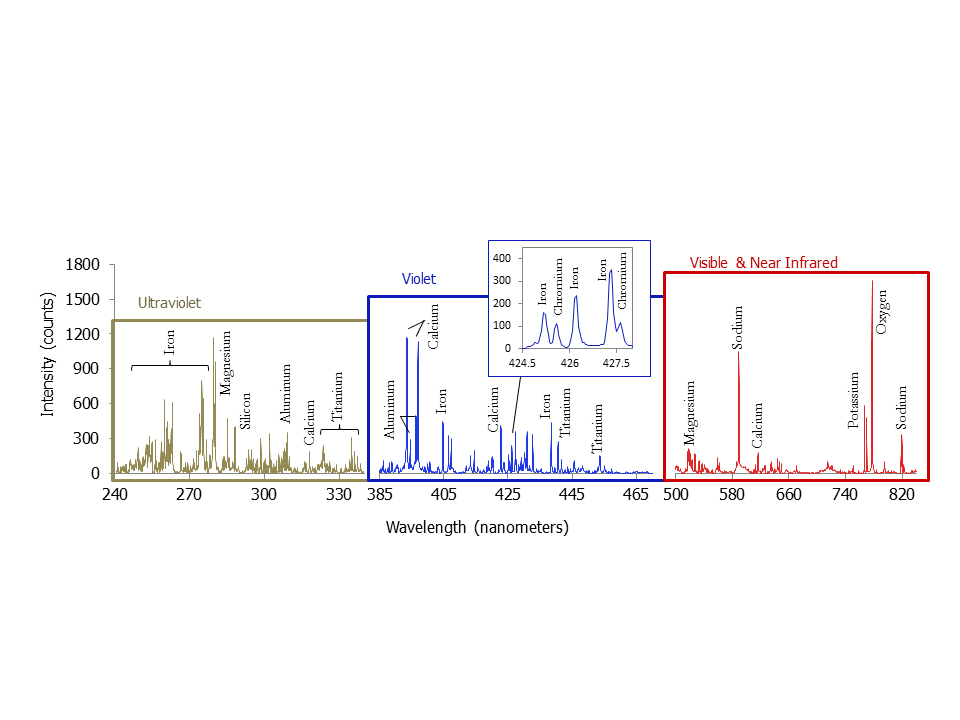
2013年10月30日，来自“好奇号”（好奇号|“伊萨卡”岩石）化学相机的化学元素激光光谱。
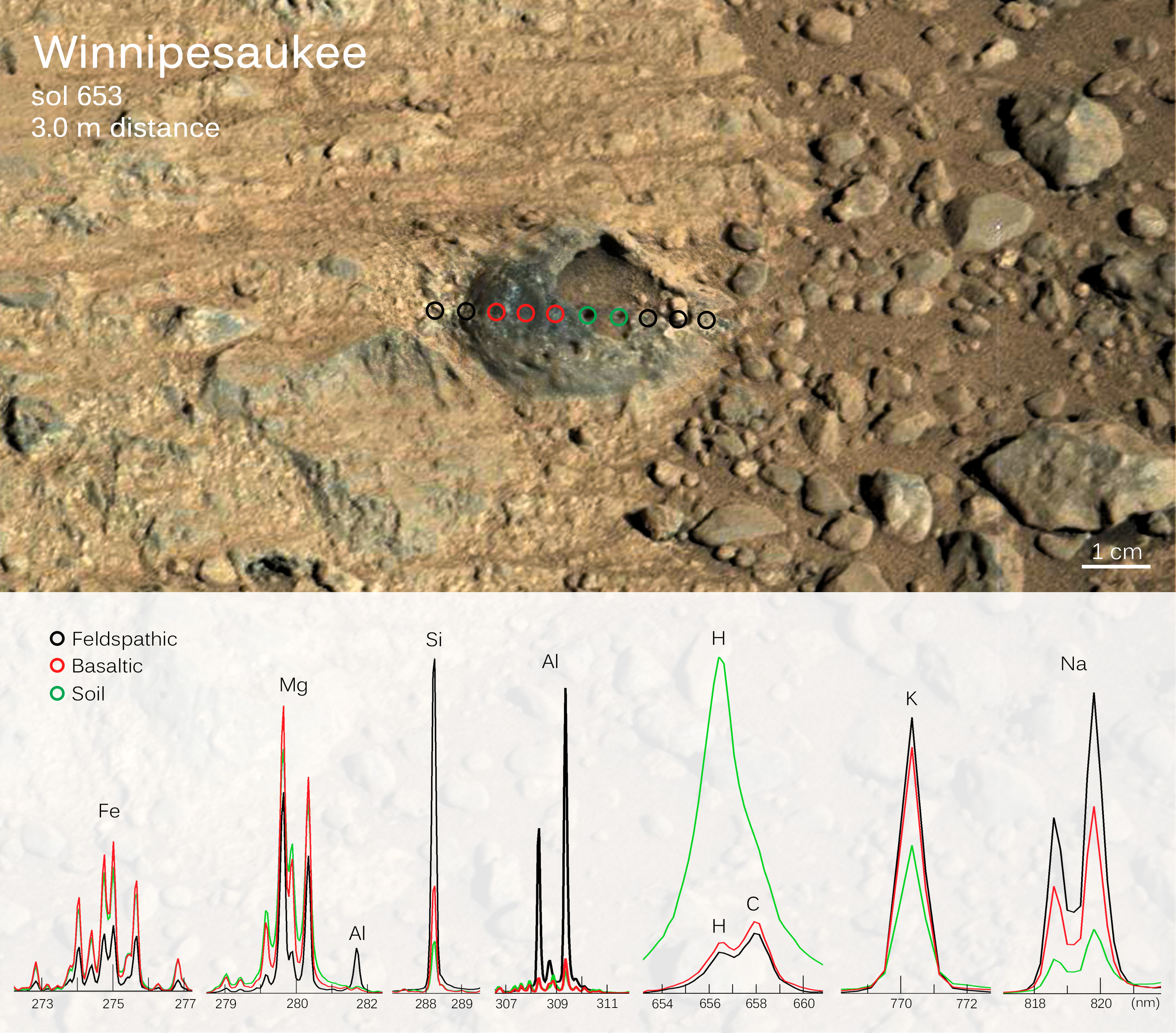
2014年6月8日，“好奇号”化学相机激光分析仪的目标—火星“温尼伯索基”岩石。
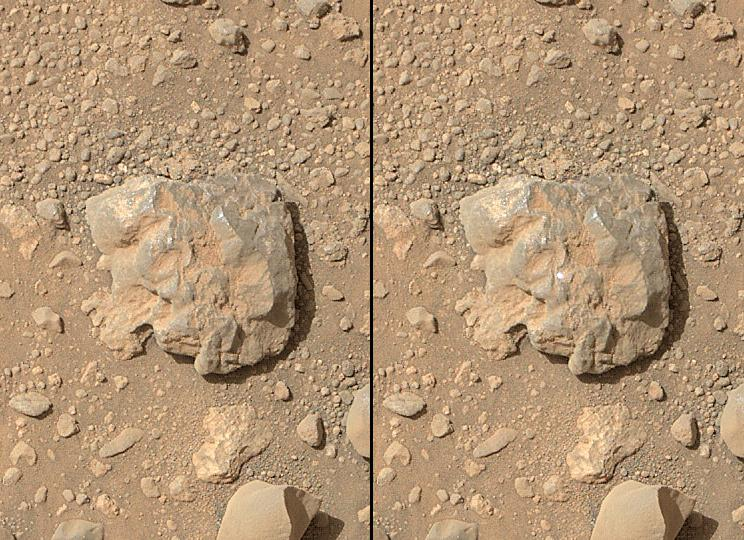
“新星”岩石，2014年7月12日“好奇号”在火星上拍摄的第一幅激光火花图像视频(01:07)。
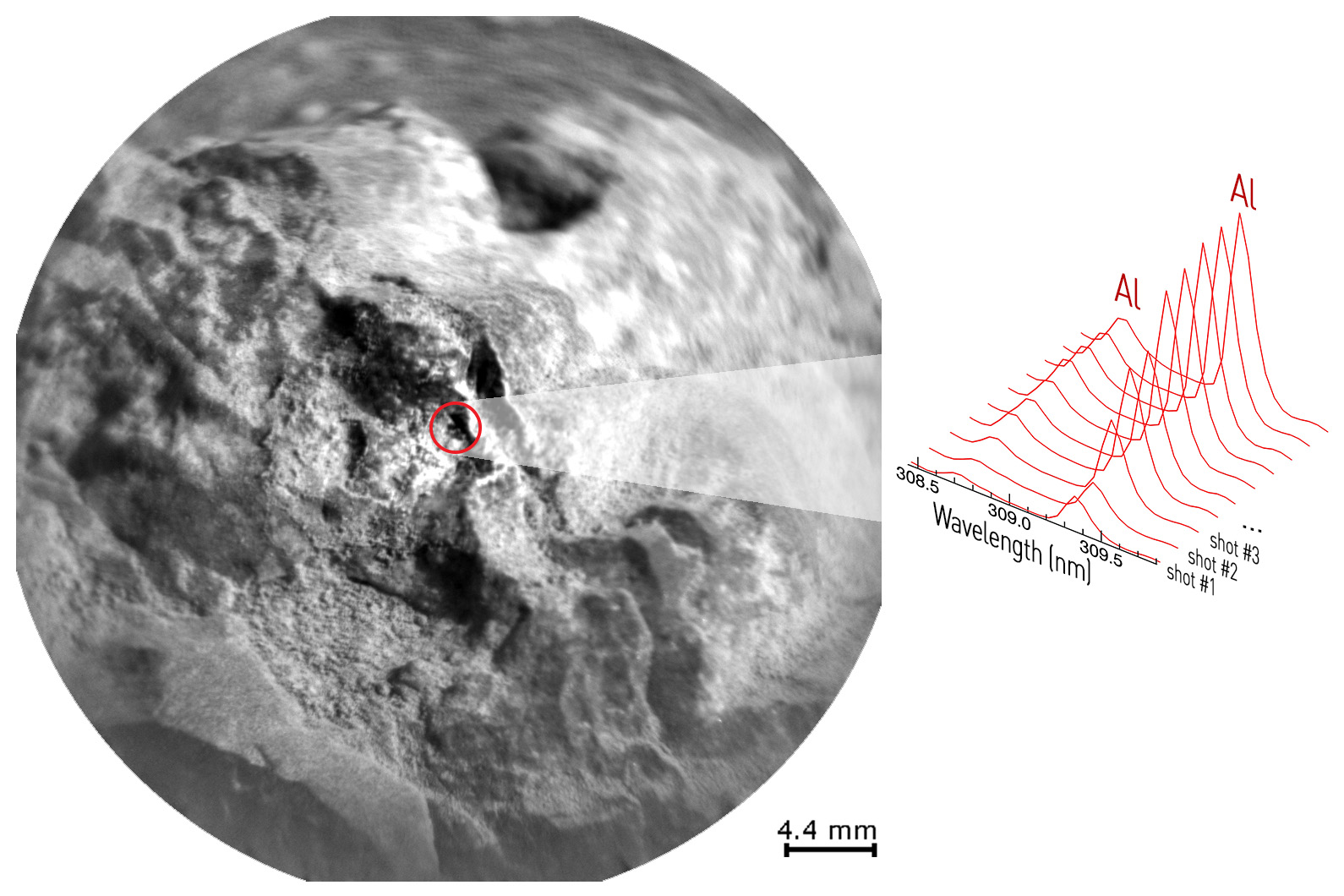
2014年7月12日，“好奇号”从化学相机获得的“新星”岩石化学元素激光光谱。

## 另请查看
- 超级摄像机
- 火星手部透镜成像仪
- 火星气候
- 好奇号火星车 (化学相机)
- 火星探测
- 火星地质
- 火星岩石列表
- 火星科学实验室

## 参引文献
1. 1 2 3 4  . NASA/JPL.   [September 9, 2009]. （原始内容存档于March 20, 2009）.
2. ↑  Wiens, Roger C.; Maurice, Sylvestre; Barraclough, Bruce; Saccoccio, Muriel; Barkley, Walter C.; Bell, James F.; Bender, Steve; Bernardin, John; Blaney, Diana; Blank, Jennifer; Bouyé, Marc. . Space Science Reviews. 2012-09-01, 170 (1): 167–227. ISSN 1572-9672. doi:10.1007/s11214-012-9902-4  （英语）.
3. ↑  . 2012  [2021-03-17]. （原始内容存档于2021-12-10）.
4. ↑  Webster, Guy; Agle, D.C. . NASA. August 19, 2012  [September 3, 2012]. （原始内容存档于2013-05-16）.
5. ↑  Staff. . NASA.   [September 3, 2012]. （原始内容存档于2017-02-25）.
6. ↑  Amos, Jonathan. . BBC News. August 17, 2012  [September 3, 2012]. （原始内容存档于2021-11-27）.
7. 1 2 3  Le Mouélic, S.; Gasnault, O.; Herkenhoff, K. E.; Bridges, N. T.; Langevin, Y.; Mangold, N.; Maurice, S.; Wiens, R. C.; Pinet, P.; Newsom, H. E.; Deen, R. G. . Icarus. Special Issue: First Year of MSL. 2015-03-15, 249: 93–107. ISSN 0019-1035. doi:10.1016/j.icarus.2014.05.030 （英语）.
8. ↑  Salle B.; Lacour J. L.; Mauchien P.; Fichet P.; Maurice S.; Manhes G.  (PDF). Spectrochimica Acta Part B: Atomic Spectroscopy. 2006, 61 (3): 301–313  [2021-08-31]. Bibcode:2006AcSpe..61..301S. doi:10.1016/j.sab.2006.02.003. （原始内容存档 (PDF)于2021-08-06）.
9. ↑  Wiens R.C.; Maurice S. . Science. 2008, 322 (5907): 1466. PMC 1240923 . doi:10.1126/science.322.5907.1466a.
10. ↑  ChemCam Status April, 2008 的存檔，存档日期2013-11-09.. Los Alamos National Laboratory.
11. 1 2 3  . Spectrochimica Acta Part B: Atomic Spectroscopy. 2013-04-01, 82: 1–27  [2021-08-31]. ISSN 0584-8547. doi:10.1016/j.sab.2013.02.003 . （原始内容存档于2021-11-04） （英语）.
12. 1 2 3  Maurice, S.; Clegg, S. M.; Wiens, R. C.; Gasnault, O.; Rapin, W.; Forni, O.; Cousin, A.; Sautter, V.; Mangold, N.; Deit, L. Le; Nachon, M. . Journal of Analytical Atomic Spectrometry. 2016-03-30, 31 (4): 863–889  [2021-08-31]. ISSN 1364-5544. doi:10.1039/C5JA00417A. （原始内容存档于2022-01-21） （英语）.
13. 1 2  Meslin, P.- Y.; Gasnault, O.; Forni, O.; Schroder, S.; Cousin, A.; Berger, G.; Clegg, S. M.; Lasue, J.; Maurice, S.; Sautter, V.; Le Mouelic, S. . Science. 2013-09-27, 341 (6153): 1238670–1238670. ISSN 0036-8075. doi:10.1126/science.1238670 （英语）.
14. 1 2 3  Maurice, S.; Wiens, R. C.; Saccoccio, M.; Barraclough, B.; Gasnault, O.; Forni, O.; Mangold, N.; Baratoux, D.; Bender, S.; Berger, G.; Bernardin, J. . Space Science Reviews. 2012, 170 (1-4): 95–166. ISSN 0038-6308. doi:10.1007/s11214-012-9912-2 （英语）.
15. ↑  Frydenvang, J.; Mangold, N.; Wiens, R. C.; Fraeman, A. A.; Edgar, L. A.; Fedo, C. M.; L'Haridon, J.; Bedford, C. C.; Gupta, S.; Grotzinger, J. P.; Bridges, J. C. . Journal of Geophysical Research: Planets. 2020, 125 (9): e2019JE006320  [2021-08-31]. ISSN 2169-9100. doi:10.1029/2019JE006320. （原始内容存档于2021-08-31） （英语）.
16. 1 2  Lanza, Nina L.; Wiens, Roger C.; Arvidson, Raymond E.; Clark, Benton C.; Fischer, Woodward W.; Gellert, Ralf; Grotzinger, John P.; Hurowitz, Joel A.; McLennan, Scott M.; Morris, Richard V.; Rice, Melissa S. . Geophysical Research Letters. 2016, 43 (14): 7398–7407  [2021-08-31]. ISSN 1944-8007. doi:10.1002/2016GL069109. （原始内容存档于2018-09-08） （英语）.
17. ↑  Payré, V.; Fabre, C.; Cousin, A.; Sautter, V.; Wiens, R. C.; Forni, O.; Gasnault, O.; Mangold, N.; Meslin, P.-Y.; Lasue, J.; Ollila, A. . Journal of Geophysical Research: Planets. 2017, 122 (3): 650–679  [2021-08-31]. ISSN 2169-9100. doi:10.1002/2016JE005201 . （原始内容存档于2021-08-31） （英语）.